# Венгрия на летних Олимпийских играх 1908
Из венгерской части Австро-Венгрии на летних Олимпийских играх 1908 было шестьдесят три спортсмена в восьми видах спорта. Команда завоевала девять олимпийских медалей.

## Медалисты
| Медаль  | Спортсмен                                                  | Вид спорта           | Дисциплина                                 |
| ------- | ---------------------------------------------------------- | -------------------- | ------------------------------------------ |
| Золото  | Рихард Вейс                                                | Борьба               | Мужчины, греко-римская борьба, свыше 93 кг |
| Золото  | Йенё Фукс                                                  | Фехтование           | Мужчины, сабля, личное первенство          |
| Золото  | Йенё Фукс Оскар Герде Петер Тот Лайош Веркнер Дежё Фёльдеш | Фехтование           | Мужчины, сабля, командное первенство       |
| Серебро | Бела Зулавски                                              | Фехтование           | Мужчины, сабля, личное первенство          |
| Серебро | Иштван Шомоди                                              | Лёгкая атлетика      | Мужчины, прыжки в высоту                   |
| Серебро | Золтан Халмаи                                              | Плавание             | Мужчины, 100 м вольным стилем              |
| Серебро | Йожеф Мунк Имре Захар Бела Лаш-Торреш Золтан Халмаи        | Плавание             | Мужчины, эстафета 4x200 м вольным стилем   |
| Бронза  | Паль Шимон Фридьеш Мезеф-Виснер Йожеф Надь Эдён Бодор      | Лёгкая атлетика      | Мужчины, смешанная эстафета                |
| Бронза  | Карой Левицки                                              | Академическая гребля | Мужчины, одиночки                          |

## Результаты соревнований

### Академическая гребля
Олимпийские соревнования по академической гребле проходили с 28 по 31 июля в гребном центре в Хенли-он-Темс, где ежегодно проводятся соревнования Королевской регаты. В каждом заезде стартовали две лодки. Победитель заезда проходил в следующий раунд, а проигравший завершал борьбу за медали. Экипажи, уступавшие в полуфинале, становились обладателями бронзовых наград.
Мужчины
| Соревнование | Спортсмены    | Первый раунд         | Четвертьфинал            | Полуфинал                    | Финал                | Место                |
| Соревнование | Спортсмены    | Соперник / Результат | Соперник / Результат     | Соперник / Результат         | Соперник / Результат | Место                |
| ------------ | ------------- | -------------------- | ------------------------ | ---------------------------- | -------------------- | -------------------- |
| одиночки     | Карой Левицки | не участвовал        | ITAД. Кьябатти В 10:08,0 | GBRА. Маккаллох П неизвестно | завершил выступление | 3                    |
| одиночки     | Эрнё Киллер   | GERБ. фон Газа П DNF | завершил выступление     | завершил выступление         | завершил выступление | завершил выступление |